# Witten (Drenthe)
Witten – wieś w Holandii, w prowincji Drenthe, w gminie Assen.